# Список членов Президиума Временного Верховного Совета Приднестровской Молдавской Советской Социалистической Республики
Возникновение Президиума Временного Верховного Совета непризнанной союзной республики (ПМССР) связано с событиями конца 80-х годов в СССР. II Чрезвычайный съезд народных депутатов всех уровней 2 сентября 1990 года, основываясь на результатах  референдумов и сходов граждан в 1989-1990 годах, действуя на основании статьи 2 Конституции СССР, провозгласил образование новой союзной республики Приднестровской Молдавской Советской Социалистической Республики в составе СССР

## Президиум Временного Верховного Совета ПМССР
Для создания высшего органа народовластия ПМССР (Верховного Совета) необходимо было проведение выборов в Верховный Совет ПМССР. Для этого II Чрезвычайный съезд народных депутатов всех уровней Приднестровья избрал Временный Верховный Совет ПМССР из 50 человек. Ему было поручено до 1 декабря 1990 года обеспечивать оперативное руководство жизнедеятельностью ПМССР.
3 сентября 1990 года был избран Президиум Временного Верховного Совета (ВВС) ПМССР, состоявший из 18 человек. Так же были проведены назначения:
- и. о. Председателя Совета Министров ПМССР Станислав Мороз (бывший первый заместитель Председателя Госплана МССР) и членов Временного Правительства  ПМССР в составе 9 человек,
- и. о. Прокурора ПМССР Валерий Чарыев и его заместителя.

Президиумом были созданы парламентские комиссии для установления экономических связей с признанными республиками СССР, по охране правопорядка и социалистической законности (комитет государственного контроля, которыми руководил Андрей Манойлов). В их подчинении находились созданные рабочие отряды по содействию милиции ПМССР, в подчинении Владимира Рылякова.

## Список депутатов - членов Президиума Временного ВС ПМР
| ФИО                             | Округ                                     | Основное место работы | Год рождения |
| ------------------------------- | ----------------------------------------- | --- | ------------ |
| Акулов, Борис Николаевич        | Рыбница                                   | начальник отдела автоматизированных систем Рыбницкого цементно-шиферного комбината, депутат Верховного Совета ССР Молдова | 1954         |
| Арестов, Виктор Михайлович      | Тирасполь                                 | заведующий Тираспольской стоматологической поликлиники, депутат Верховного Совета ССР Молдова | 1931         |
| Богданов, Николай Александрович | Рыбница                                   | начальник производства Молдавского металлургического завода, депутат Верховного Совета ССР Молдова | 1938         |
| Булычёв, Александр Петрович     | Слободзея                                 | зав. лабораторией агрохимии Института физиологии растений АН МССР в межколхозном саду "Память Ильичу", депутат Верховного Совета ССР Молдова | 1937         |
| Волкова, Анна Захаровна         | Тирасполь                                 | уволена с работы, бывший доцент Тираспольского государственного педагогического института, депутат Верховного Совета ССР Молдова | 1956         |
| Гончар, Владимир Александрович  | село Попенки (Рыбницкий район)            | председатель Рыбницкого районного совета народных депутатов, депутат Верховного Совета ССР Молдова | 1944         |
| Дюкарев, Виктор Васильевич      | Дубоссары                                 | уволен с работы, бывший главный зоотехник НПО "Молдптицепром", депутат Верховного Совета ССР Молдова | 1944         |
| Ефанов, Александр Никитович     | Бендеры                                   | техник по техперевооружению и рационализации завода "Электрофарфор", депутат Верховного Совета ССР Молдова | 1947         |
| Заложков, Пётр Александрович    | Тирасполь                                 | мастер-бригадир Тираспольского завода литейных машин, депутат Верховного Совета ССР Молдова | 1944         |
| Караман, Александр Акимович     | Слободзея                                 | 2-й секретарь Слободзейского райкома КПМ (по вопросам сельского хозяйства), депутат Слободзейского районного совета народных депутатов, председатель Союза молдаван Приднестровья                                                                              | 1956         |
| Катков, Михаил Юзефович         | Бендеры                                   | полковник, замполит советской воинской части г.Бендеры, депутат Верховного Совета ССР Молдова | 1945         |
| Морозов, Александр Николаевич   | Днестровск                                | заведующий кабинетом политпросвещения Молдавской ГРЭС, депутат Верховного Совета ССР Молдова, сопредседатель депутатской группы "Советская Молдавия", член исполкома Всесоюзного объединения депутатов "Союз"                                                  | 1947         |
| Остапенко, Николай Иванович     | село Кицканы (Слободзейский район)        | заместитель председателя исполкома сельского Совета с. Кицканы, депутат Верховного Совета ССР Молдова | 1953         |
| Пологов, Гимн Фёдорович         | Бендеры                                   | Председатель Бендерского городского совета народных депутатов, депутат Верховного Совета ССР Молдова, сопредседатель депутатской группы "Советская Молдавия", один из организаторов Союза трудящихся Молдавии                                                  | 1929         |
| Рыляков, Владимир Маркович      | Тирасполь                                 | заместителем председателя городского Совета народных депутатов г.Тирасполь, депутат Верховного Совета ССР Молдова | 1947         |
| Смирнов, Игорь Николаевич       | Тирасполь                                 | директор Тираспольского завода «Электромаш», председатель Тираспольского городского Совета народных депутатов, депутат Верховного Совета ССР Молдова, председатель Координационного Совета социально-экономического развития Тираспольского региона            | 1941         |
| Цынник, Иван Иванович           | село Виноградное (Григориопольский район) | заместитель директора совхоза им. Горького села Виноградное, депутат Верховного Совета ССР Молдова | 1957         |
| Яковлев, Василий Никитович      | Кишинёв (переехал в г. Тирасполь)         | уволен с работы, бывший заведующий сектором аграрного и экологического права Академии Наук Молдавской ССР (член-корреспондент АН МССР, доктор юридических наук), депутат Верховного Совета ССР Молдова, сопредседатель депутатской группы "Советская Молдавия" | 1926         |

ВВС ПМР был разделён на три национальные палаты по 6 человек (Палата русских, Палата украинцев, Палата молдаван и представителей других национальностей). В порядке исключения, как председатель Союза молдаван Приднестровья, в Президиум ВВС ПМССР был избран Александр Караман. Остальные 17 членов Президиума ВВС ПМР имели официальный статус депутатов Верховного Совета (Парламента) Молдавии, но отказались от участия в его заседаниях по политическим мотивам.
Председателем Временного Верховного Совета был избран Смирнов, Игорь Николаевич (директор Тираспольского завода «Электромаш», в марте 1990 года избранный председателем Тираспольского городского Совета народных депутатов, в июне 1990 года ставший председателем Координационного Совета социально-экономического развития региона); он же был избран  Председателем Палаты русских Президиума Временного ВС ПМССР.
Заместителями Игоря Смирнова были избраны: 
- Караман, Александр Акимович - первым заместителем Председателя Временного ВС ПМССР, назначенный и. о. Председателя Совета Национальностей Временного ВС ПМССР (он же был избран Председателем Палаты молдаван и других национальностей Президиума Временного ВС ПМССР),
- Яковлев, Василий Никитович (доктор юридических наук) - заместителем Председателя Временного ВС ПМССР, назначенный и.о. заместителя Председателя Совета Республики Временного ВС ПМССР (он же был избран заместителем Председателя Палаты молдаван и других национальностей Президиума Временного ВС ПМССР),
- Волкова, Анна Захаровна (кандидат исторических наук) - заместителем Председателя Временного ВС ПМССР, назначенная Председателем секретариата Временного ВС ПМССР (она же была избрана заместителем Председателя Палаты русских Президиума Временного ВС ПМССР).

Специальными представителями Президиума Временного ВС ПМР по работе в регионах были избраны:
- Гончар, Владимир Александрович (г.Рыбница) - назначен и.о. Председателя Совета Республики Временного ВС ПМССР (он же был избран Председателем Палаты украинцев Президиума Временного ВС ПМССР),
- Дюкарев, Виктор Васильевич (г.Дубоссары) (кандидат биологических наук) - назначен и.о. заместителя Председателя Совета Национальностей Временного ВС ПМССР (он же был избран заместителем Председателя Палаты украинцев Президиума Временного ВС ПМССР).

## Список депутатов - членов секретариата Президиума Временного ВС ПМР
Секретариат Президиума Временного ВС ПМР: 
- Волкова, Анна Захаровна — Председатель секретариата;
- Загрядский, Вячеслав Алексеевич — 1-й заместитель председателя секретариата (управляющий делами секретариата); председатель Союза кооператоров г. Тирасполь
- Воеводин, Владимир Павлович — избран секретарём по работе с документацией на русском языке; начальник цеха связи Молдавского металлургического завода (г. Рыбница);
- Леонтьев, Сергей Фёдорович — избран секретарём-переводчиком по работе с документацией на молдавском языке на кириллической графике (пгт Григориополь);
- Боднар, Владимир Лукич — избран секретарём-переводчиком по работе с документацией на украинском языке; председатель экономико-правового кооператива «Тилигул» (пгт Григориополь).

За период работы Президиума ВВС ПМССР со 2 сентября по 20 ноября 1990 года было принято 60 государствообразующих постановлений, и 29 ноября 1990 года избранный на прямом всенародном голосовании по одномандатным округам Верховный Совет ПМССР придал им юридическую силу.